# 大河内常平
大河内 常平（おおこうち つねひら、1925年2月9日-1986年6月26日）は、日本の作家、刀剣研究家。

## 人物・来歴
本名・山田常平（じょうへい）。東京生まれ。
敗戦後、日本大学芸術学部に進学し卒業後、進駐軍に勤めるかたわら推理小説を書き、「地獄からの使者」が『別冊宝石』の懸賞に入選。以後多くの小説を書くが、70年代に筆を折り、刀剣研究と軍装コレクションに熱中した。

## 著書
- 『不思議な巷 エロチック・ミステリイ』あまとりあ社, 1956
- 『与太公の街』榊原書店, 1957
- 『地獄からの使者』榊原書店, 1957
- 『夜に罪あり』あまとりあ社, 1957
- 『九十九本の妖刀』講談社, 1959  映画「九十九本目の生娘」原作
- 『腐肉の基地』章書房, 1960
- 『餓鬼の館』浪速書房, 1960
- 『25時の妖精』浪速書房, 1960
- 『傷だらけの命』浪速書房, 1961
- 『夜に挑む男』昭和書館, 1961
- 『夜光獣』雄山閣出版, 1963
- 『黒い奇蹟』圭文館, 1963
- 『大河内常平探偵小説選』全2巻 (論創ミステリ叢書) 論創社, 2016.
- 『人造人魚 他九篇』 (盛林堂ミステリアス文庫) 善渡爾宗衛編. 書肆盛林堂, 2021.7

### 共著
- 『趣味の日本刀』柴田光男共著. 雄山閣出版, 1963
- 『日本の名刀』柴田光男共著. 雄山閣出版, 1981.12